# 鞍斑鮨
鞍斑鮨，為輻鰭魚綱鱸形目鱸亞目鮨科的其中一種，分布於西大西洋區，從美國佛羅里達州至南美洲北部海域，棲息深度75-165公尺，體長可達10公分，為底棲性魚類，屬肉食性，生活習性不明。

## 擴展閱讀
- 鞍斑鮨的图片 （页面存档备份，存于）